# Astrocladus coniferus
Astrocladus coniferus är en ormstjärneart som först beskrevs av Döderlein 1902.  Astrocladus coniferus ingår i släktet Astrocladus och familjen medusahuvuden. Inga underarter finns listade i Catalogue of Life.